# Élections cantonales de 2023 à Bâle-Campagne
Les élections cantonales ont lieu le 12 février 2023 afin de renouveler les 90 membres du Landrat et les 5 membres du Conseil d'État du canton de Bâle-Campagne,,.
Le scrutin est marqué par l'élection au Conseil d’État de Thomi Jourdan, premier membre du Parti évangélique suisse (PEV) à obtenir un siège dans un exécutif cantonal. Il décroche le cinquième et dernier fauteuil au gouvernement par 26 217 voix contre 25 080 pour la candidate de l'Union démocratique du centre (UDC), la conseillère nationale Sandra Sollberger, 23 764 pour le deuxième candidat socialiste Thomas Noack et 20 103 pour le vert'libéral Manuel Ballmer. L'UDC n'est ainsi plus représentée au Conseil d'État alors qu'il devient le premier parti au Landrat. 
Le nombre de femmes au Landrat passe de 36 à 32 (35,2 %), alors que la représentation féminine progressait depuis des années. Dans le détail, la parité est parfaite au sein du Parti évangélique suisse et des Vert'libéraux, est supérieure à la moyenne cantonale chez Les Verts (42 %) et au Parti socialiste (40 %) et inférieure à la moyenne au Centre, au Parti libéral-radical et à l'Union démocratique du centre (UDC). 
La moyenne d'âge des députés passe pour sa part de 50 à 51 ans. Le plus jeune élu est la verte Laura Ineichen, née en 1997 ; le plus âgé est l'UDC Andi Trüssel, né en 1952. Huit députés ont moins de 30 ans ; dix ont atteint l'âge de la retraite. 